# Robinson Brothers
Robinson Brothers Ltd. is een voormalig warenhuis in Carlisle in het Engelse graafschap Cumbria. Het bedrijf was actief van 1889 tot de overname door de warenhuisketen Binns in 1933.

## Geschiedenis
Het warenhuis werd in 1899 opgericht door de broers Robinson aan English Street in Carlisle. Het warenhuis breidde steeds verder uit en aan de achterzijde werd uitgebreid naar het voormalige Carlisle Theatre aan Blackfriars Street. Daarnaast werd er een filiaal aan High Street in Dumfries geopend. De samenwerking tussen de broers werd op een gegeven moment beëindigd, waarna Frank Robinson het bedrijf alleen voortzette. In 1933 ging hij met pensioen, waarna de warenhuisketen Binns de warenhuizen in november van dat jaar overnam.